# Dyckia platyphylla
Dyckia platyphylla är en gräsväxtart som beskrevs av Lyman Bradford Smith. Dyckia platyphylla ingår i släktet Dyckia och familjen Bromeliaceae. Inga underarter finns listade i Catalogue of Life.

## Bildgalleri

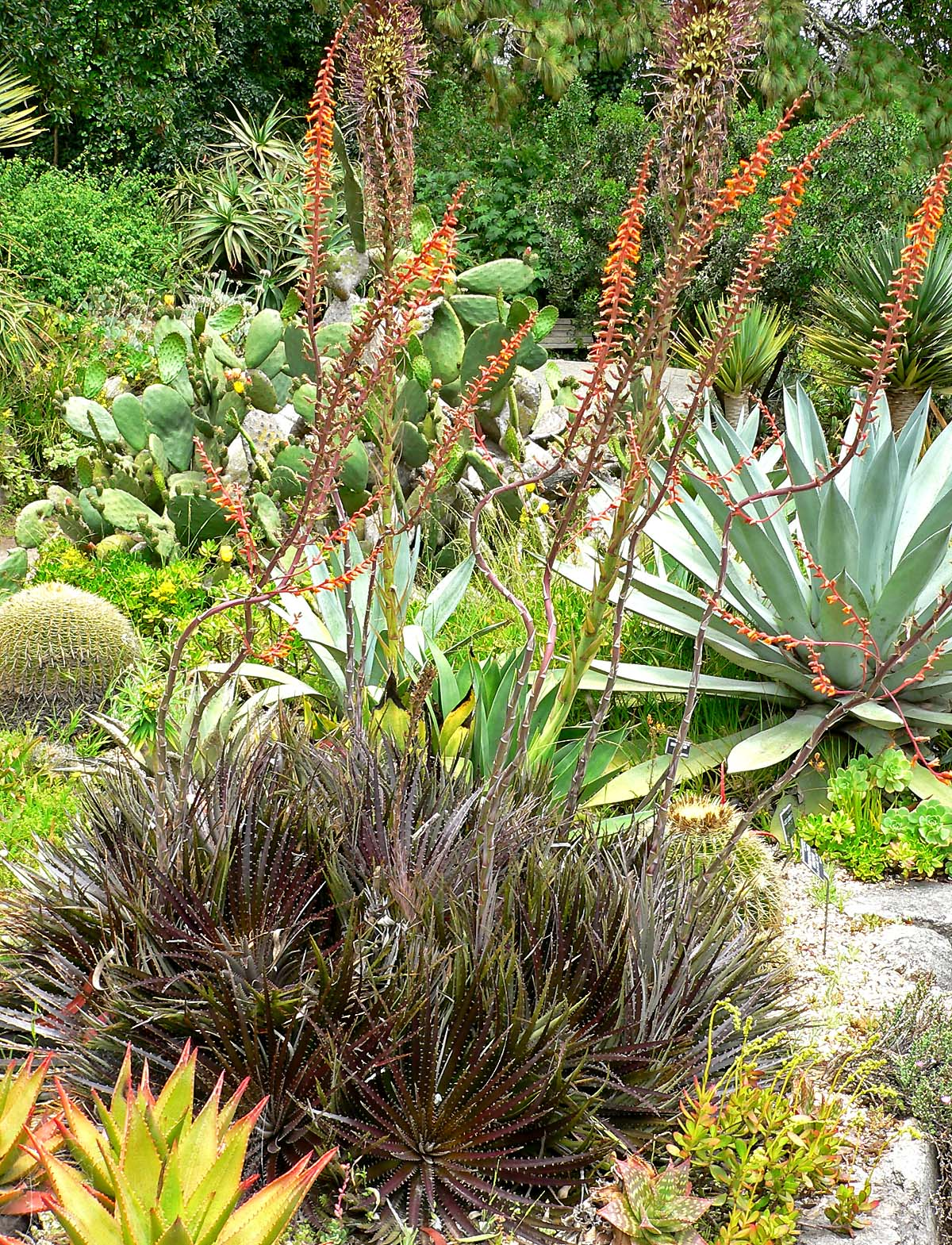
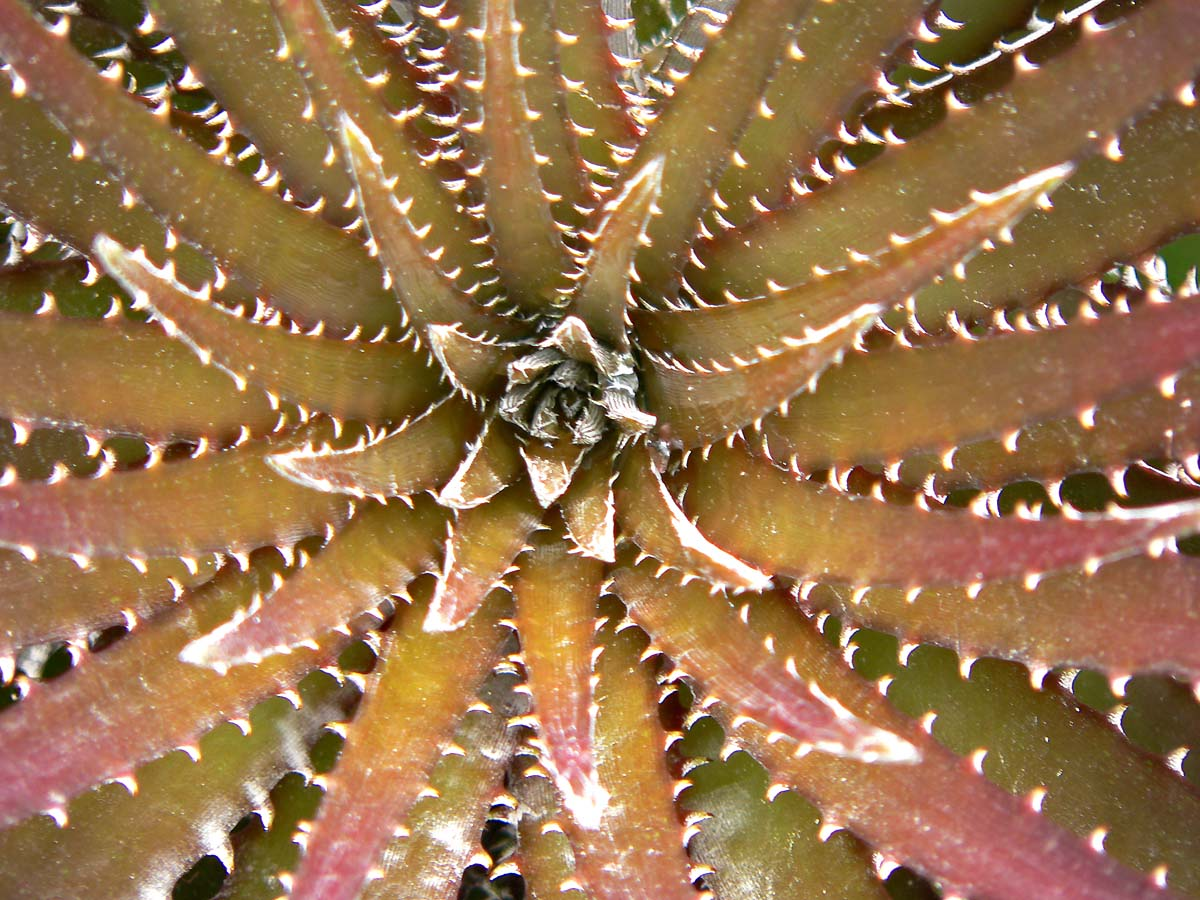
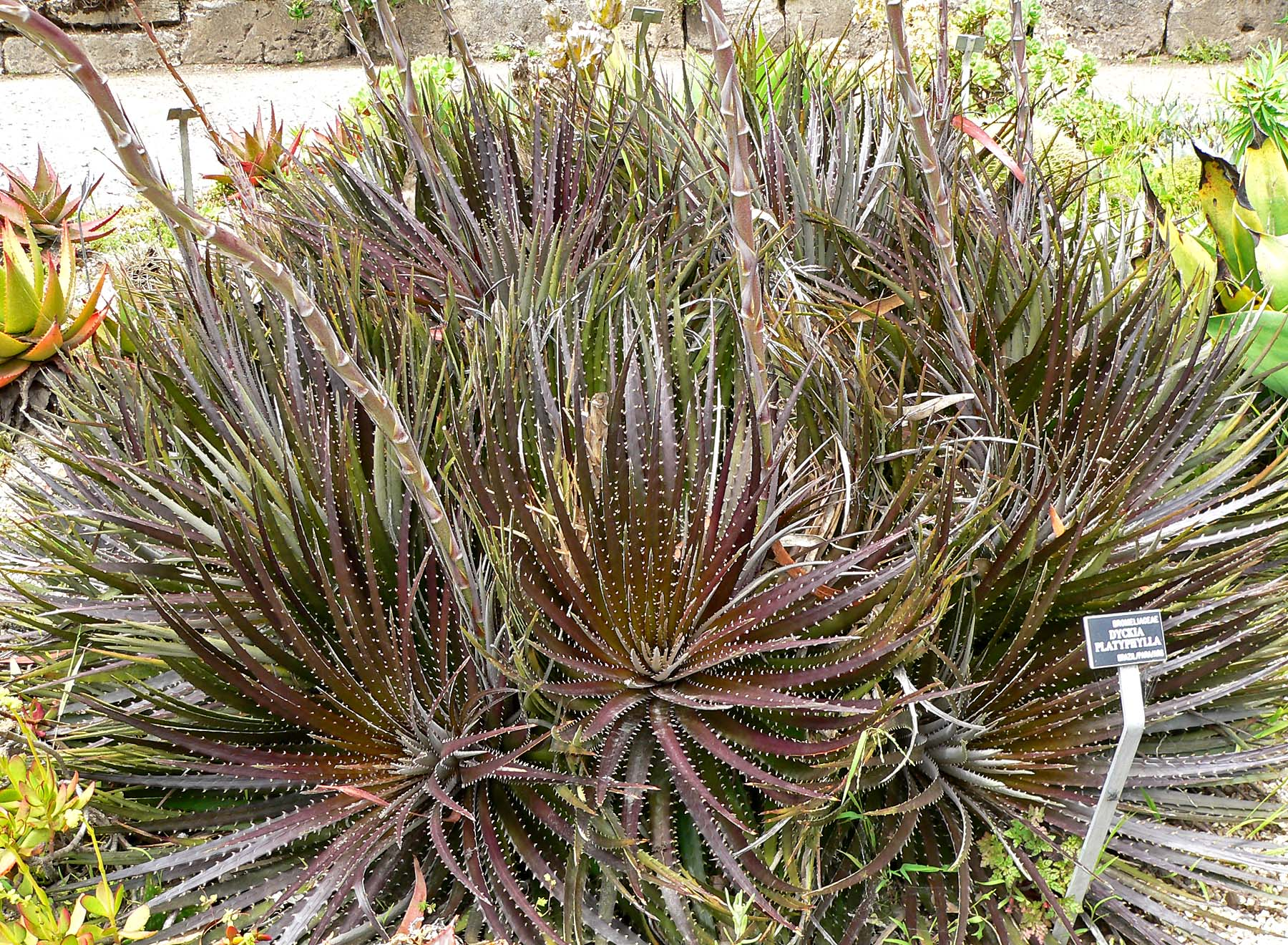
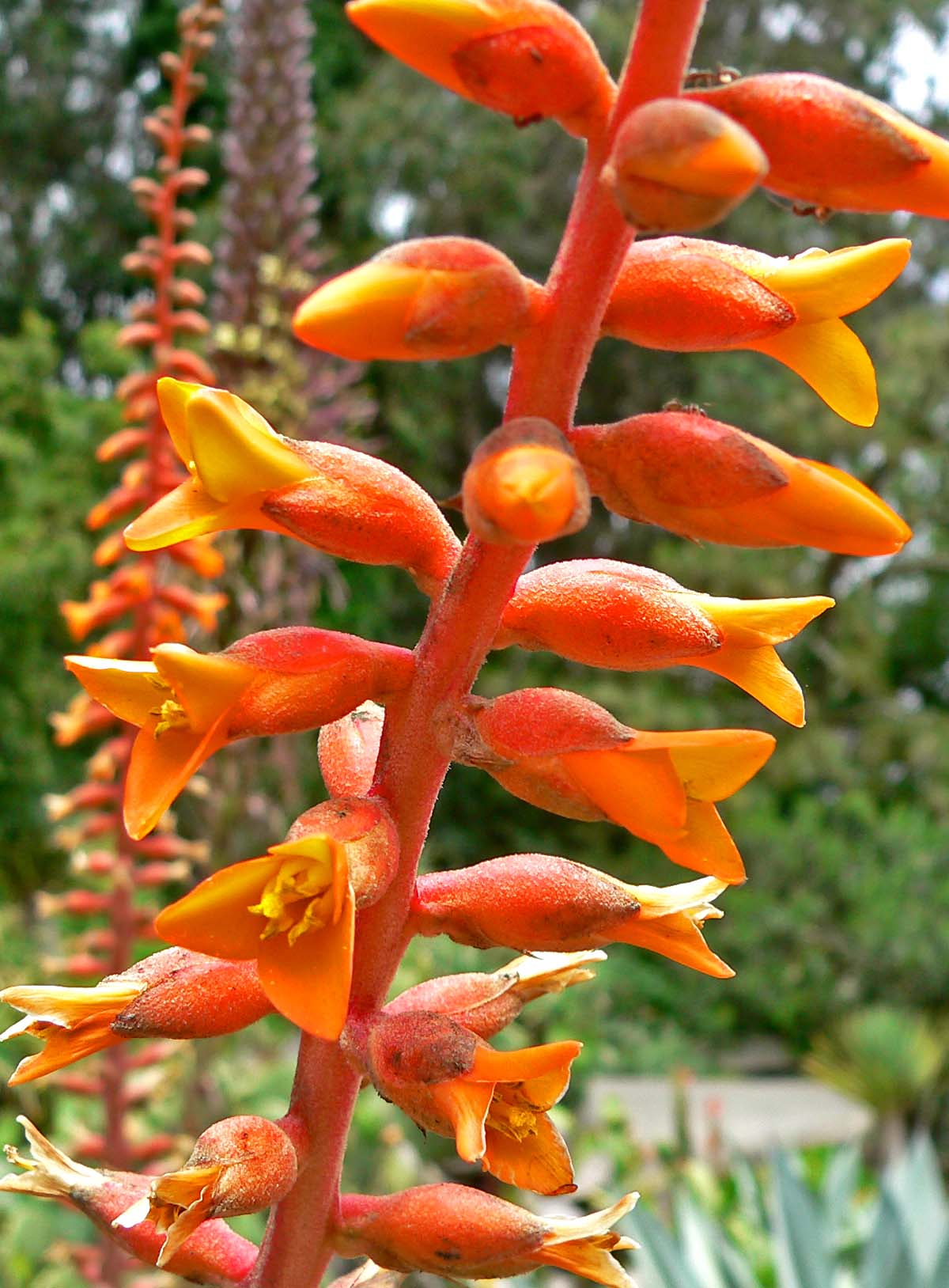
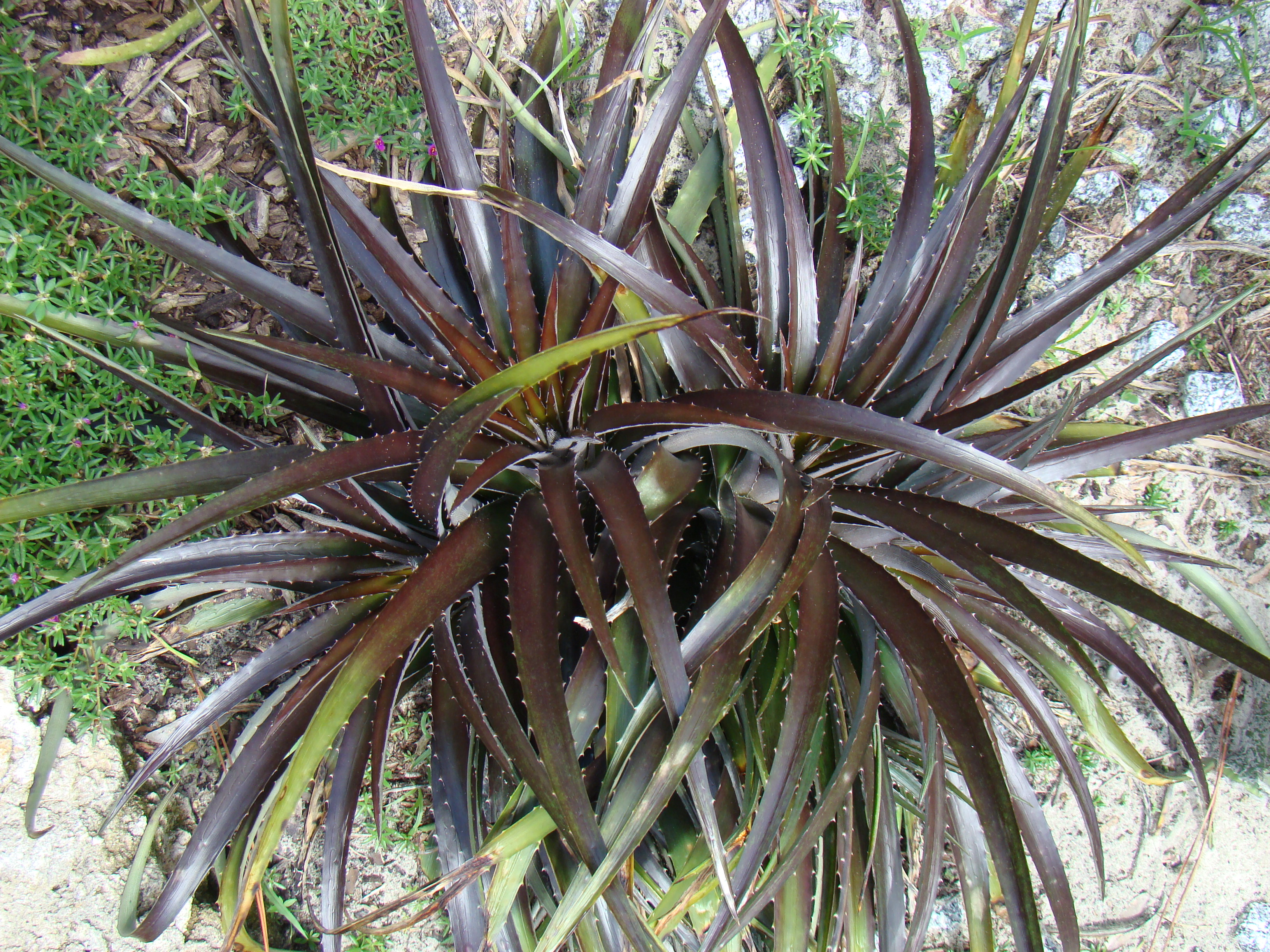
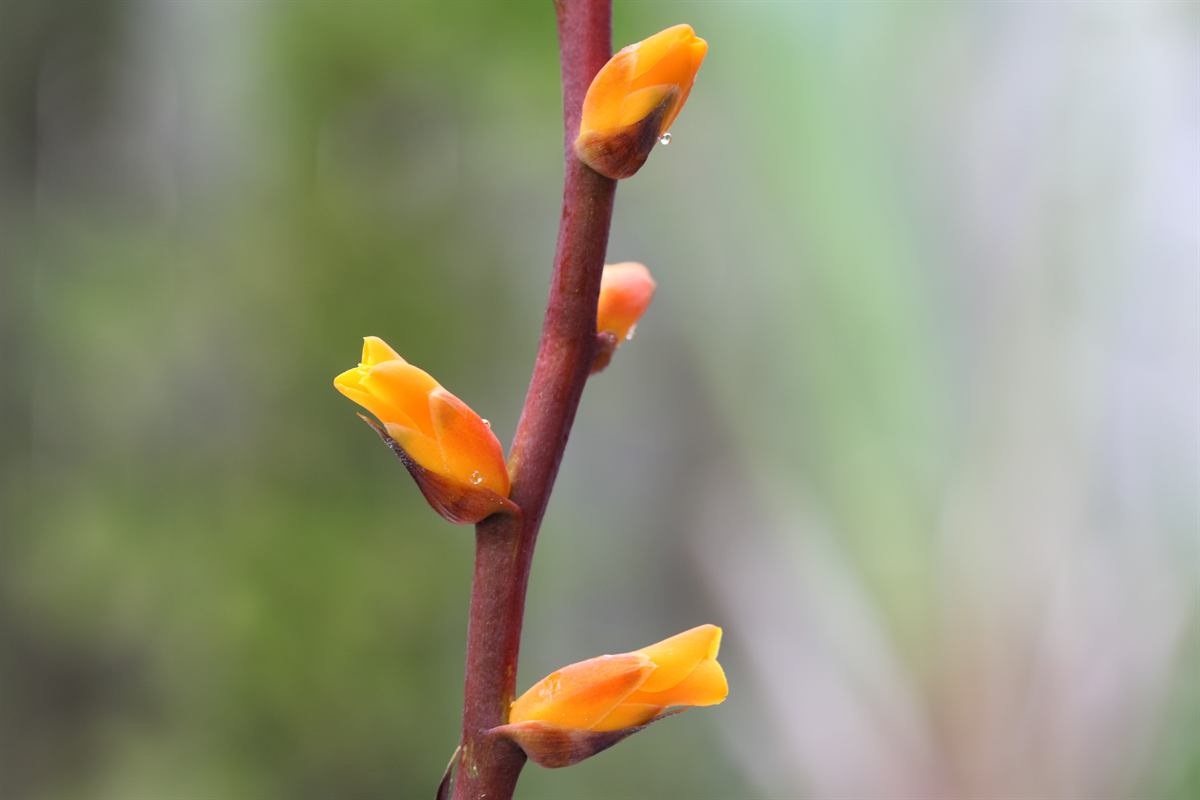